# Marie Maxime Cornu
Marie Maxime Cornu (16 de julio de  1843 - 3 de abril de  1901) fue un botánico, algólogo y micólogo francés. Era el hermano menor del físico Alfred Cornu (1841-1902).
Cornu fue conferencista en los cursos de Botánica del Museo Nacional de Historia Natural de Francia en París, y de 1884 a 1901 estuvo a cargo de la Cátedra de Horticultura del Museo. Es recordado por sus estudios sobre criptógamas y agentes de enfermedades vegetales, particularmente Phylloxera vastatrix, la peste causante de extensos daños a los viñedos franceses y a su producción vinícola.

## Algunas publicaciones
- Études sur la maladie de la nouvelle Vine, 1875
- Études sur le phylloxera vastatrix, 1878
- Note sur quelques Champignons de la flore de France, 1880

- La abreviatura «Cornu» se emplea para indicar a Marie Maxime Cornu como autoridad en la descripción y clasificación científica de los vegetales.[1]

Una popular peonía arbórea de flor fragante doble con tonos amarillo y salmón lleva su nombre en su honor "Souvenir de Maxime Cornu".